# Canoagem nos Jogos Olímpicos de Verão de 1992
A canoagem nos Jogos Olímpicos de Verão de 1992 foi realizada em Barcelona, na Espanha, com dezesseis eventos disputados. A canoagem slalom retornou ao programa olímpico após 20 anos de ausência, desde os Jogos Olímpicos de Verão de 1972 em Munique.

## Eventos da canoagem
Masculino:

Velocidade:
 C-1 500 metros | C-1 1000 metros | C-2 500 metros | C-2 1000 metros | K-1 500 metros | K-1 1000 metros | K-2 500 metros | K-2 1000 metros | K-4 1000 metros

Slalom:
 C-1 | C-2 | K-1
Feminino:

Velocidade:
 K-1 500 metros | K-2 500 metros | K-4 500 metros 

Slalom:
 K-1

## Masculino

### Canoagem de velocidade

#### C-1 500 metros masculino
| Pos. | País                   | Atletas            | Tempo   |
| ---- | ---------------------- | ------------------ | ------- |
|      | Bulgária (BUL)         | Nikolay Bukhalov   | 1m51.32 |
|      | Equipa Unificada (EUN) | Mykhaylo Slyvynsky | 1m51.40 |
|      | Alemanha (GER)         | Olaf Heukrodt      | 1m53.00 |

#### C-1 1000 metros masculino
| Pos. | País           | Atletas           | Tempo   |
| ---- | -------------- | ----------------- | ------- |
|      | Bulgária (BUL) | Nikolay Bukhalov  | 4m05.92 |
|      | Letônia (LAT)  | Ivans Klementjevs | 4m06.60 |
|      | Hungria (HUN)  | György Zala       | 4m07.35 |

#### C-2 500 metros masculino
| Pos. | País                   | Atletas                                | Tempo   |
| ---- | ---------------------- | -------------------------------------- | ------- |
|      | Equipa Unificada (EUN) | Dmitri Dovgalyonok Alexandre Masseikov | 1m41.54 |
|      | Alemanha (GER)         | Ulrich Papke Ingo Spelly               | 1m41.68 |
|      | Bulgária (BUL)         | Martin Marinov Blagovest Stoyanov      | 1m41.94 |

#### C-2 1000 metros masculino
| Pos. | País            | Atletas                             | Tempo   |
| ---- | --------------- | ----------------------------------- | ------- |
|      | Alemanha (GER)  | Ulrich Papke Ingo Spelly            | 3m37.42 |
|      | Dinamarca (DEN) | Christian Frederiksen Arne Nielsson | 3m39.26 |
|      | França (FRA)    | Didier Hoyer Olivier Boivin         | 3m39.51 |

#### K-1 500 metros masculino
| Pos. | País            | Atletas           | Tempo   |
| ---- | --------------- | ----------------- | ------- |
|      | Finlândia (FIN) | Mikko Kolehmainen | 1m40.34 |
|      | Hungria (HUN)   | Zsolt Gyulai      | 1m40.64 |
|      | Noruega (NOR)   | Knut Holmann      | 1m40.71 |

#### K-1 1000 metros masculino
| Pos. | País                 | Atletas        | Tempo   |
| ---- | -------------------- | -------------- | ------- |
|      | Austrália (AUS)      | Clint Robinson | 3m37.26 |
|      | Noruega (NOR)        | Knut Holmann   | 3m37.50 |
|      | Estados Unidos (USA) | Gregory Barton | 3m37.93 |

#### K-2 500 metros masculino
| Pos. | País           | Atletas                            | Tempo   |
| ---- | -------------- | ---------------------------------- | ------- |
|      | Alemanha (GER) | Kay Bluhm Torsten Gutsche          | 1m28.27 |
|      | Polônia (POL)  | Maciej Freimut Wojciech Kurpiewski | 1m29.84 |
|      | Itália (ITA)   | Bruno Dreossi Antonio Rossi        | 1m30.00 |

#### K-2 1000 metros masculino
| Pos. | País           | Atletas                              | Tempo   |
| ---- | -------------- | ------------------------------------ | ------- |
|      | Alemanha (GER) | Kay Bluhm Torsten Gutsche            | 3m16.10 |
|      | Suécia (SWE)   | Karl Sundqvist Gunnar Olsson         | 3m17.70 |
|      | Polônia (POL)  | Grzegorz Kotowicz Dariusz Bialkowski | 3m18.86 |

#### K-4 1000 metros masculino
| Pos. | País            | Atletas                                                    | Tempo   |
| ---- | --------------- | ---------------------------------------------------------- | ------- |
|      | Alemanha (GER)  | Mario von Appen Oliver Kegel Thomas Reineck André Wohllebe | 2m54.18 |
|      | Hungria (HUN)   | Ferenc Csipes Zsolt Gyulay Attila Ábrahám László Fidel     | 2m54.82 |
|      | Austrália (AUS) | Ramon Andersson Kelvin Graham Ian Rowling Steven Wood      | 2m56.97 |

### Canoagem slalom

#### C-1 masculino
| Pos. | País                 | Atletas         | Pontos |
| ---- | -------------------- | --------------- | ------ |
|      | Checoslováquia (TCH) | Lukáš Pollert   | 113,69 |
|      | Grã-Bretanha (GBR)   | Gareth Marriott | 116,48 |
|      | França (FRA)         | Jacky Avril     | 135,75 |

#### C-2 masculino
| Pos. | País                 | Atletas                        | Pontos |
| ---- | -------------------- | ------------------------------ | ------ |
|      | Estados Unidos (USA) | Scott Strausbaugh Joe Jacobi   | 122,41 |
|      | Checoslováquia (TCH) | Miroslav Šimek Jiří Rohan      | 124,25 |
|      | França (FRA)         | Franck Adisson Wilfrid Forgues | 124,38 |

#### K-1 masculino
| Pos. | País           | Atletas            | Pontos |
| ---- | -------------- | ------------------ | ------ |
|      | Itália (ITA)   | Pierpaolo Ferrazzi | 106,89 |
|      | França (FRA)   | Sylvain Curinier   | 107,06 |
|      | Alemanha (GER) | Jochen Lettmann    | 109,72 |

## Feminino

### Canoagem de velocidade

#### K-1 500 metros feminino
| Pos. | País           | Atletas          | Tempo   |
| ---- | -------------- | ---------------- | ------- |
|      | Alemanha (GER) | Birgit Fischer   | 1m51.60 |
|      | Hungria (HUN)  | Rita Köbán       | 1m51.96 |
|      | Polônia (POL)  | Izabela Dylewska | 1m52.36 |

#### K-2 500 metros feminino
| Pos. | País           | Atletas                             | Tempo   |
| ---- | -------------- | ----------------------------------- | ------- |
|      | Alemanha (GER) | Ramona Portwich Anke von Seck       | 1m40.29 |
|      | Suécia (SWE)   | Agneta Andersson Susanne Gunnarsson | 1m40.41 |
|      | Hungria (HUN)  | Rita Köbán Éva Dónusz               | 1m40.81 |

#### K-4 500 metros feminino
| Pos. | País           | Atletas                                                       | Tempo   |
| ---- | -------------- | ------------------------------------------------------------- | ------- |
|      | Hungria (HUN)  | Rita Köbán Éva Dónusz Erika Mészáros Kinga Czigány            | 1m38.32 |
|      | Alemanha (GER) | Katrin Borchert Ramona Portwich Birgit Fischer Anke von Seck  | 1m38.47 |
|      | Suécia (SWE)   | Anna Olsson Agneta Andersson Maria Haglund Susanne Rosenqvist | 1m39.79 |

### Canoagem slalom

#### K-1 feminino
| Pos. | País                 | Atletas                  | Pontos |
| ---- | -------------------- | ------------------------ | ------ |
|      | Alemanha (GER)       | Elisabeth Micheler-Jones | 126,41 |
|      | Austrália (AUS)      | Danielle Woodward        | 128,27 |
|      | Estados Unidos (USA) | Dana Chladek             | 131,75 |

## Quadro de medalhas da canoagem
| Ordem | País                 | Medalha de ouro | Medalha de prata | Medalha de bronze | Total |
| ----- | -------------------- | --------------- | ---------------- | ----------------- | ----- |
| 1     | GER Alemanha         | 7               | 2                | 2                 | 11    |
| 2     | BUL Bulgária         | 2               | 0                | 1                 | 3     |
| 3     | HUN Hungria          | 1               | 3                | 2                 | 6     |
| 4     | AUS Austrália        | 1               | 1                | 1                 | 3     |
| 5     | TCH Checoslováquia   | 1               | 1                | 0                 | 2     |
| 5     | EUN Equipa Unificada | 1               | 1                | 0                 | 2     |
| 7     | USA Estados Unidos   | 1               | 0                | 2                 | 3     |
| 8     | ITA Itália           | 1               | 0                | 1                 | 2     |
| 9     | FIN Finlândia        | 1               | 0                | 0                 | 1     |
| 10    | SWE Suécia           | 0               | 2                | 1                 | 3     |
| 11    | FRA França           | 0               | 1                | 3                 | 4     |
| 12    | POL Polônia          | 0               | 1                | 2                 | 3     |
| 13    | NOR Noruega          | 0               | 1                | 1                 | 2     |
| 14    | DEN Dinamarca        | 0               | 1                | 0                 | 1     |
| 14    | GBR Grã-Bretanha     | 0               | 1                | 0                 | 1     |
| 14    | LAT Letônia          | 0               | 1                | 0                 | 1     |